# Esztergom-Budapesti főegyházmegye
Az Esztergom-Budapesti főegyházmegye (latinul: Archidioecesis Strigoniensis-Budapestinensis), korábban esztergomi érsekség vagy esztergomi főegyházmegye római katolikus egyházmegye. Magyarországon található, a Magyar katolikus egyház kitüntetett szereppel bíró egyházmegyéje. Élén az esztergom-budapesti érsek (korábban esztergomi érsek) áll. Védőszentje Szent Adalbert püspök. Területi fennhatósága Komárom-Esztergom vármegye keleti felét és a fővárost foglalja magába. Magyarország legkisebb területű egyházmegyéje.
Jelenlegi főpásztora Erdő Péter bíboros, prímás. A főegyházmegye aktív segédpüspökei: Mohos Gábor, Martos Levente Balázs, valamint Fábry Kornél.
Katedrálisa az esztergomi bazilika, társszékesegyháza a budapesti Szent István-bazilika.

## Terület
Területi fennhatósága Komárom-Esztergom vármegye keleti felét és a fővárost foglalja magába. Magyarország legkisebb területű egyházmegyéje.

### Szomszédos egyházmegyék
- Győri egyházmegye (nyugat)
- Nyitrai egyházmegye (északnyugat)
- Váci egyházmegye (kelet)
- Székesfehérvári egyházmegye (dél)

## Történelem

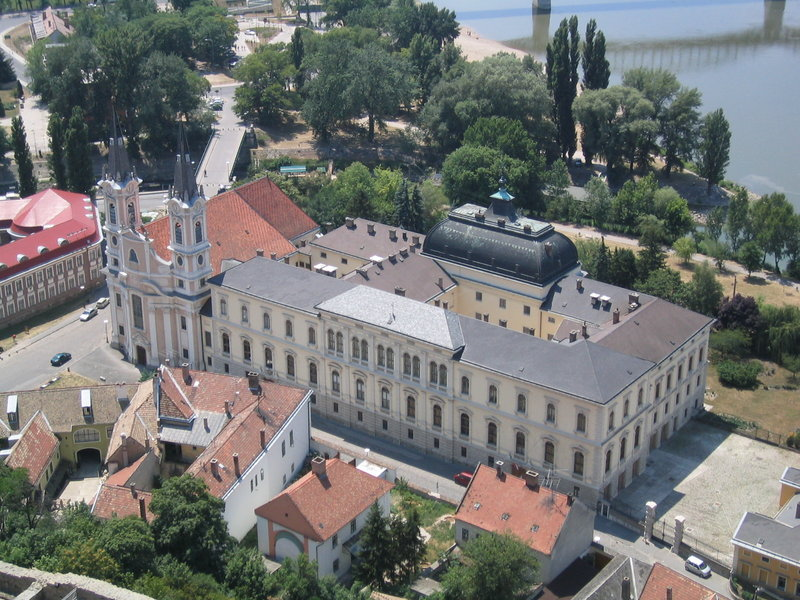
A prímási palota Esztergomban

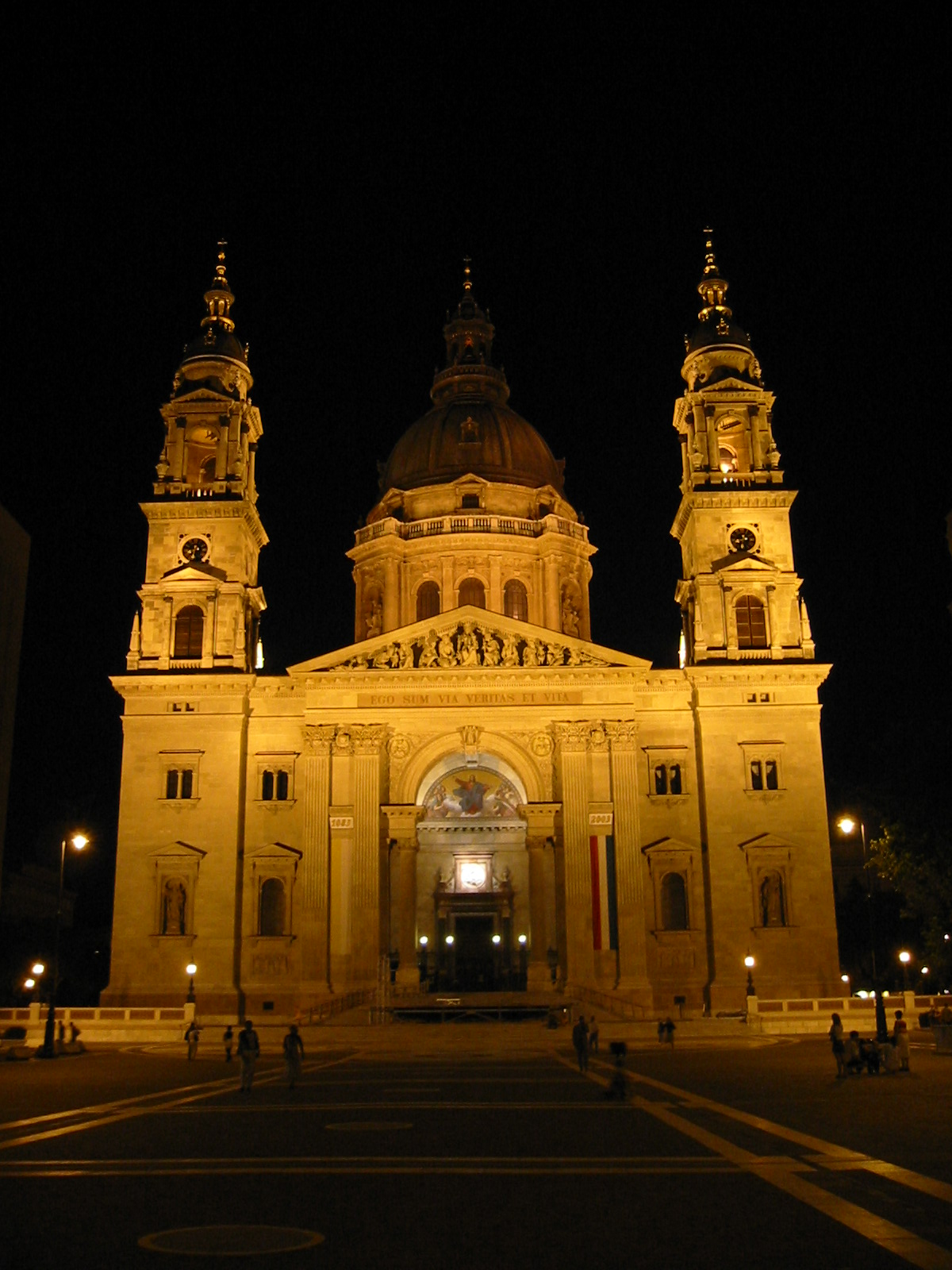
A társszékesegyház: a budapesti Szent István-bazilika

Szent István király alapította 1001-ben, II. Szilveszter pápa Ravennában írta alá az alapítólevelét. A király az általa alapított egyházmegyék élére rendelte az esztergomi érsekséget. Első érseke Domonkos volt. Hamarosan a kalocsai püspökség is érseki rangot kapott, de az esztergomi szék megőrizte elsőségét.
Az esztergomi érsek a magyar katolikus egyház első számú vezetője, Magyarország prímása. 1525-ben az érsekség bevétele 35 ezer aranyat tett ki.
Központja 1543-ig Esztergom volt. Amikor a város török kézre került, az érsekséget és a káptalant Nagyszombatba költöztették. Az Esztergomi Főkáptalan Levéltárát  az 1543-as ostromkor Sbardelatti Ágoston mentette meg. A központ 1820-ban tért vissza Esztergomba.
Az egyházmegye területe az első századokban az ország jelentős részét magába foglalta. Kiterjedt Esztergom, Nyitra, Turóc, Árva, Nógrád, Gömör, Liptó, Hont, Bars, Komárom, Zólyom, Szepes, Torna vármegyékre és a kunok földjére a Tisza partjain. 1776-ban az egyházmegyéből kihasították a besztercebányai, rozsnyói és szepesi püspökséget. Az egyházmegyét főszékesegyházi, nyitrai, nógrádi, gömöri, honti, barsi, komáromi, sasvári, zólyomi, tornai főesperességekre osztották fel, amelyekhez a pozsonyi és szepesi prépostok kerületei csatlakoztak. A plébániák száma (Pázmány Péter összeállítása szerint) meghaladta az ezret, s még a 16. század közepe táján is megközelítette a kilencszázat. De a török hódoltság, a protestantizmus terjedése és a belháborúk alatt számuk tetemesen megfogyatkozott. A 17. század elején alig 100 plébános működött a megyében. Pázmány buzgalma lényegesen javított a helyzeten, mert 10 évvel halála után, 1647-ben 185 plébános, 10 káplán és 21 licenciátus volt.
A 20. század elején az egyházmegye az esztergomi, a budapesti és a nagyszombati kerületre (mindegyik élén érseki helynökkel), valamint nyolc főesperességre és 46 esperességre (akkori szóhasználattal: alesperességre) volt felosztva. A plébániák száma 478, a megyében működő papoké 776, más egyházi személyeké (apácák, papnövendékek) 2408 volt, a híveké pedig 1 196 186.

### A rendszerváltás után
II. János Pál pápa 1993. május 31-i Hungarorum gens kezdetű apostoli konstituciója nyomán a lelkipásztori igényeknek megfelelően bekövetkezett egyházmegyei határrendezés után területe megváltozott, neve ekkor lett Esztergom-Budapesti főegyházmegye.

## Szervezet

### Az egyházmegyében szolgálatot teljesítő püspökök
| Fénykép | Név, beosztás | Születési helye, ideje                    | Kinevezés dátuma |
| ------- | --- | ----------------------------------------- | --- |
|         | Erdő Péter bíboros, prímás, érsek | Budapest, 1952. június 25. (72 éves)      | Püspöknek kinevezve: 1999. november 5. Esztergom-budapesti érseknek kinevezve: 2002. december 7.                         |
|         | Mohos Gábor segédpüspök | Budapest, 1973. szeptember 11. (51 éves)  | 2018. október 4. |
|         | Martos Levente Balázs segédpüspök | Szombathely, 1973. november 18. (51 éves) | 2023. február 3. |
|         | Fábry Kornél segédpüspök | Budapest, 1972. október 22. (52 éves)     | 2023. június 27. |
|         | Ladocsi Gáspár vezérőrnagy, kiérdemesült risiniumi címzetes püspök, nyugalmazott esztergom-budapesti segédpüspök, nyugalmazott tábori püspök | Nagybajcs, 1952. június 26. (72 éves)     | Tábori püspök: 1994. április 18. Esztergom-budapesti segédpüspök: 2001. november 28. Nyugállományban: 2010. november 26. |

## Tevékenységek

### Média
A főegyházmegye negyedévente jelenteti meg Esztergom-Budapest című lapját. Alcíme: Hit – Remény – Szeretet. Kiadó: Esztergom-Budapesti Főegyházmegyei Hivatal. Felelős szerkesztő: Tóth János Csaba.